# オイスカ浜松国際高等学校
オイスカ浜松国際高等学校（オイスカはままつこくさいこうとうがっこう）は、静岡県浜松市中央区和地町にある私立高等学校。設置者は学校法人中野学園で、その母体は国際NGOであるオイスカである。

## 設置学科
- 全日制課程 普通科

## 沿革
公式ページの「沿革」を参照。
- 1961年 - 三五教の中野與之助により、精神文化国際機構を創設[1]（1965年にオイスカへ改称）。
- 1967年 - オイスカを母体とし天文地学専門学校を開校（1986年にオイスカ開発教育専門学校に改称）。高等課程と専門課程を設置。
- 1968年 - 学校法人中野学園設置認可。
- 1976年 - 天文地学専門学校が専修学校として認可。
- 1983年 - 天文地学専門学校の高等課程が高等学校として独立し、オイスカ高等学校開校（普通科）。
- 1990年 - 国際教育科新設。
- 1995年 - 全寮制を廃止。自宅からの通学も可能になる。
- 1997年 - 大行進(チャレンジウォーク)が縮小。今までの秋葉神社下社往復がなくなる。
- 2001年 - 普通科・国際教育科を改組し、普通科に環境・国際コース新設。
- 2002年 - 環境マネジメントシステムのISO 14001の認証を取得。
- 2012年 - 普通科の環境・国際コースを改編し、SS特進・ステップアップ進学・ベーシックアプローチ・スポーツサイエンス・ワールドキャリアコースを設置。
- 2012年 - オイスカ高等学校「開校30周年記念文化祭」（めひるぎ祭）開催。
- 2018年 - 1年に課程制（特別進学課程・総合課程）、2・3年はコース制（特別進学・総合進学・グローバルキャリア）を導入。
- 2022年 - オイスカ高等学校からオイスカ浜松国際高校に校名変更。

## 著名な教職員・関係者
- 大久保学 - 元プロ野球選手、硬式野球部元監督
- 永井浩二 - 硬式野球部現監督

## 著名な出身者
- 望月源氏 - 独立リーグ野球選手

## アクセス
- 浜松駅バスターミナル1のりばより、30舘山寺線にて、「和地」バス停下車（徒歩約5分）